# تورتون (داکوتای جنوبی)
تورتون(به انگلیسی: Turton) شهری در ایالت داکوتای جنوبی کشور ایالات متحده آمریکا است که جمعیت آن در سرشماری سال ۲۰۱۰ میلادی، ۴۸ نفر بوده‌است.